# Macomb (Oklahoma)
Macomb é uma cidade  localizada no estado norte-americano de Oklahoma, no Condado de Pottawatomie.

## Demografia
Segundo o censo norte-americano de 2000, a sua população era de 61 habitantes.
Em 2006, foi estimada uma população de 63 habitantes, um aumento de 2 (3.3%).

## Geografia
De acordo com o United States Census Bureau, Macomb tem uma área de
0,2 km², dos quais 0,2 km² cobertos por terra e 0,0 km² cobertos por água. Macomb localiza-se a aproximadamente 305 m acima do nível do mar.

## Localidades na vizinhança
O diagrama seguinte representa as localidades num raio de 16 km ao redor de Macomb.